# 薩氏海豬魚
薩氏海豬魚，為輻鰭魚綱鱸形目隆頭魚亞目隆頭魚科的其中一種，分布於西南大西洋的巴西海域，棲息深度20-35公尺，體長可達21.4公分，棲息在沙石底質海域，通常單獨活動，生活習性不明。